# Blénod-lès-Toul
Blénod-lès-Toul ist eine französische Gemeinde mit 1.028 Einwohnern (Stand: 1. Januar 2022) im Département Meurthe-et-Moselle in der Region Grand Est (bis 2015 Lothringen). Sie gehört zum Arrondissement Toul, zum Kanton Meine au Saintois und zum Gemeindeverband Le Pays de Colombey et du Sud Toulois. Die Einwohner werden Béléniens genannt.

## Geographie
Blénod-lès-Toul liegt etwa 25 Kilometer westsüdwestlich von Nancy und zehn Kilometer südsüdwestlich von Toul. Nachbargemeinden von Blénod-lès-Toul sind Charmes-la-Côte und Mont-le-Vignoble im Norden, Gye im Nordosten, Moutrot im Osten, Crézilles im Osten und Südosten, Bulligny im Süden, Vannes-le-Châtel im Südwesten und Westen sowie Rigny-Saint-Martin im Westen und Nordwesten.
Der Bahnhof liegt an der Bahnstrecke Culmont-Chalindrey–Toul.

## Bevölkerungsentwicklung
| Jahr                       | 1962 | 1968 | 1975 | 1982 | 1990 | 1999 | 2006 | 2019 |
| Einwohner                  | 876  | 818  | 826  | 798  | 906  | 952  | 1018 | 1045 |
| Quellen: Cassini und INSEE |      |      |      |      |      |      |      |      |

## Sehenswürdigkeiten
- Kirche Saint-Médard
- Kapellenruine Sainte-Menne
- Burgruine
- Fort von Blénod-lès-Toul, Festung aus dem 19. Jahrhundert

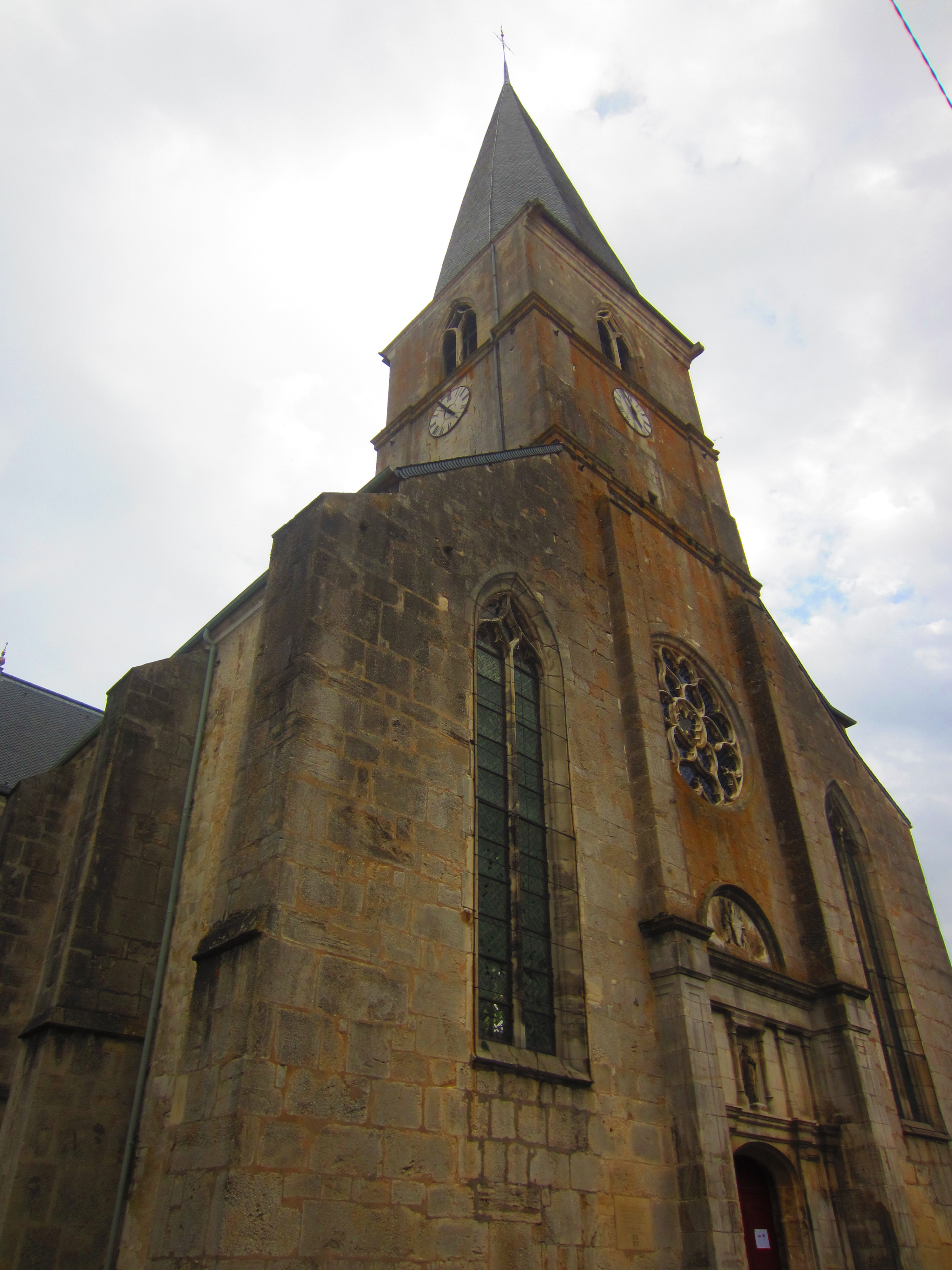
Kirche Saint-Médard

## Persönlichkeiten
- Hugues des Hazards (1454–1517), Bischof von Toul (möglicherweise hier geboren und gestorben)